# 토크타미시 칸

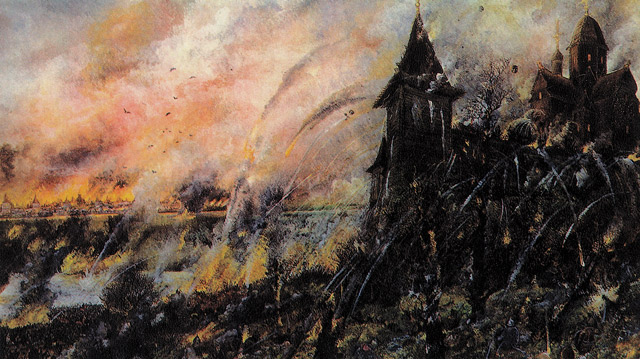
모스크바 포위(1382년) - 토크타미시 칸의 모스크바 침입

토크타미시 칸(? ~ 1406년)은 백장 한국의 마지막 칸이었다. 그는 백장 한국과 청장 한국을 통합하여 킵차크 한국을 하나의 나라로 만들었다. 그는 징기스칸의 손자 오르다 칸의 후손이다.
토크타미시는 1376년 역사에 등장한다. 그는 백장 한국의 지배자였던 그의 삼촌 우루스를 전복하려고 하였다. 그리고 티무르 황제에게로 달아났다. 1378년 토크타미시는 우루스 사후에도 생존하였고 티무르의 지원으로 백장한국의 제위에 올랐다.
토크타미시는 그의 조상처럼 하기를 꿈꾸었다. 그리고 주치 울루스를 재통일하는 계획을 세웠다. 1380년 그는 청장 한국을 침입하였다. 청장 한국의 군주 마마이는 쿨리코보 전투 직후에 피살되었다.
청장 한국과 백장 한국을 킵차크 한국에 통합한 후에 그는 1382년 모스크바 원정을 성공적으로 이끌었다. 6년 만에 그는 크리미아에서 발하슈 호까지의 킵차크 칸국을 재통일하였다.
1395년에 티무르가 킵차크 한국을 공격하였고 그를 테레크에서 격파하였다. 티무르는 수도 사라이 베르케를 약탈하였고 킵차크 한국을 속국으로 만들었으며 꼭두각시 군주를 왕좌에 세웠다.